# Капотчук
Капотчук (на гръцки: Πολύκηπο, Поликипо, катаревуса Πολύκηπον, Поликипон, до 1927 година Κοπουτσούκ, Копутцук) е обезлюдено село в Република Гърция, разположено на територията на дем Бук (Паранести) в област Източна Македония и Тракия.

## География
Село Капотчук е разположено от дясната страна на Черешовското езеро (Тисаврос), на река Места. Васил Кънчов го определя като чечко село, попадащо в Драмския Чеч.

## История

### В Османската империя
В османски поименен регистър от 1478 година става ясно, че всички жители на селото вече са приели исляма. В регистъра се срещат имена предимно от тип Мехмед, син на Стойо, Иса, син на Димо и други подобни.
Съгласно статистиката на Васил Кънчов („Македония. Етнография и статистика“) към 1900 година в Капотчук има 5 помашки къщи. Кънчов също така отбелязва, че селото се управлява от един мюдюрин, чието седалище се намира в село Бук и е зависим от драмския каймакам. Според Тодор Симовски селото е турско.

### В Гърция
След Междусъюзническата война в 1913 година Капотчук попада в Гърция. През 1923 година селото е обезлюдено като жителите му са изселени в Турция. През 1927 година името на селото е сменено от Копучук (Κοπουτσούκ) на Поликипон (Πολύκηπον). В 1928 година в Капотчук са заселени 12 гръцки семейства с 59 души - бежанци от Турция. Поради отсъствие на добри условия за живот, жителите му го напускат и селото е заличено.
| Година    | 1913 | 1920 | 1928 | 1940 | 1951 | 1961 | 1971 | 1981 | 1991 | 2001 | 2011 | 2021 |
| --------- | ---- | ---- | ---- | ---- | ---- | ---- | ---- | ---- | ---- | ---- | ---- | ---- |
| Население |      | 101  | 33   |      |      |      |      |      |      |      |      |      |